# Takeo Okada
Pour les articles homonymes, voir Okada.
Takeo Okada (岡田 武夫, Okada Takeo), né le 24 octobre 1941 à Ichikawa dans la préfecture de Chiba au Japon, et mort le 18 décembre 2020, est un évêque catholique japonais, archevêque de Tokyo de 2000 à 2017.

## Biographie
Il est ordonné prêtre pour le diocèse de Tokyo le 3 novembre 1973 par Mgr Peter Seiichi Shirayanagi.
Le 15 avril 1991 Jean-Paul II le nomme évêque de Urawa (rebaptisé depuis diocèse de Saitama). Il est consacré le 16 septembre suivant par Mgr Shirayanagi.
Le 17 février 2000, il est transféré à Tokyo où il succède au cardinal Peter Seiichi Shirayanagi qui l'avait ordonné et consacré.
Il est nommé le 24 octobre 2012 membre du Conseil pontifical pour le dialogue interreligieux par le pape Benoît XVI.
Le pape François accepte sa démission pour raison d'âge le 25 octobre 2017. 